# درک جانستون
درک جانستون (انگلیسی: Derek Johnstone؛ زادهٔ ۴ نوامبر ۱۹۵۳) بازیکن فوتبال اهل اسکاتلند بود.
از باشگاه‌هایی که در آن بازی کرده‌است می‌توان به باشگاه فوتبال رنجرز، باشگاه فوتبال پاتریک تیسل، باشگاه فوتبال چلسی و باشگاه فوتبال داندی یونایتد اشاره کرد.
وی همچنین در تیم ملی فوتبال اسکاتلند  بازی کرده‌است.